# Kannadiparamba
Kannadiparamba é uma vila no distrito de Kannur, no estado indiano de Kerala.

## Demografia
Segundo o censo de 2001, Kannadiparamba tinha uma população de 12 656 habitantes. Os indivíduos do sexo masculino constituem 47% da população e os do sexo feminino 53%. Kannadiparamba tem uma taxa de literacia de 78%, superior à média nacional de 59,5%: a literacia no sexo masculino é de 81% e no sexo feminino é de 75%. Em Kannadiparamba, 13% da população está abaixo dos 6 anos de idade.